# راک‌استدی استودیوز
راک‌استدی استودیوز (به انگلیسی: Rocksteady Studios) یک توسعه دهنده بازی های ویدیویی انگلیسی است که در لندن انگلستان مستقر است. این استودیو در ۱۳ دسامبر ۲۰۰۴ تأسیس شد  و بیش تر بخاطر ساخت بتمن: آرکهام شناخته می شود. این شرکت زیرمجموعه شرکت سرگرمی تعاملی برادران وارنر است.